# Fombio
Fombio is een gemeente in de Italiaanse provincie Lodi (regio Lombardije) en telt 1836 inwoners (31-12-2004). De oppervlakte bedraagt 7,4 km², de bevolkingsdichtheid is 258 inwoners per km².
De volgende frazioni maken deel uit van de gemeente: Retegno.

## Demografie
Fombio telt ongeveer 725 huishoudens. Het aantal inwoners steeg in de periode 1991-2001 met 10,7% volgens cijfers uit de tienjaarlijkse volkstellingen van ISTAT.
| Jaar | Inwoneraantal |
| ---- | ------------- |
| 1991 | 1632          |
| 2001 | 1807          |

## Geografie
Fombio grenst aan de volgende gemeenten: Codogno, Somaglia, San Fiorano, Santo Stefano Lodigiano, Guardamiglio en San Rocco al Porto.

## Externe link

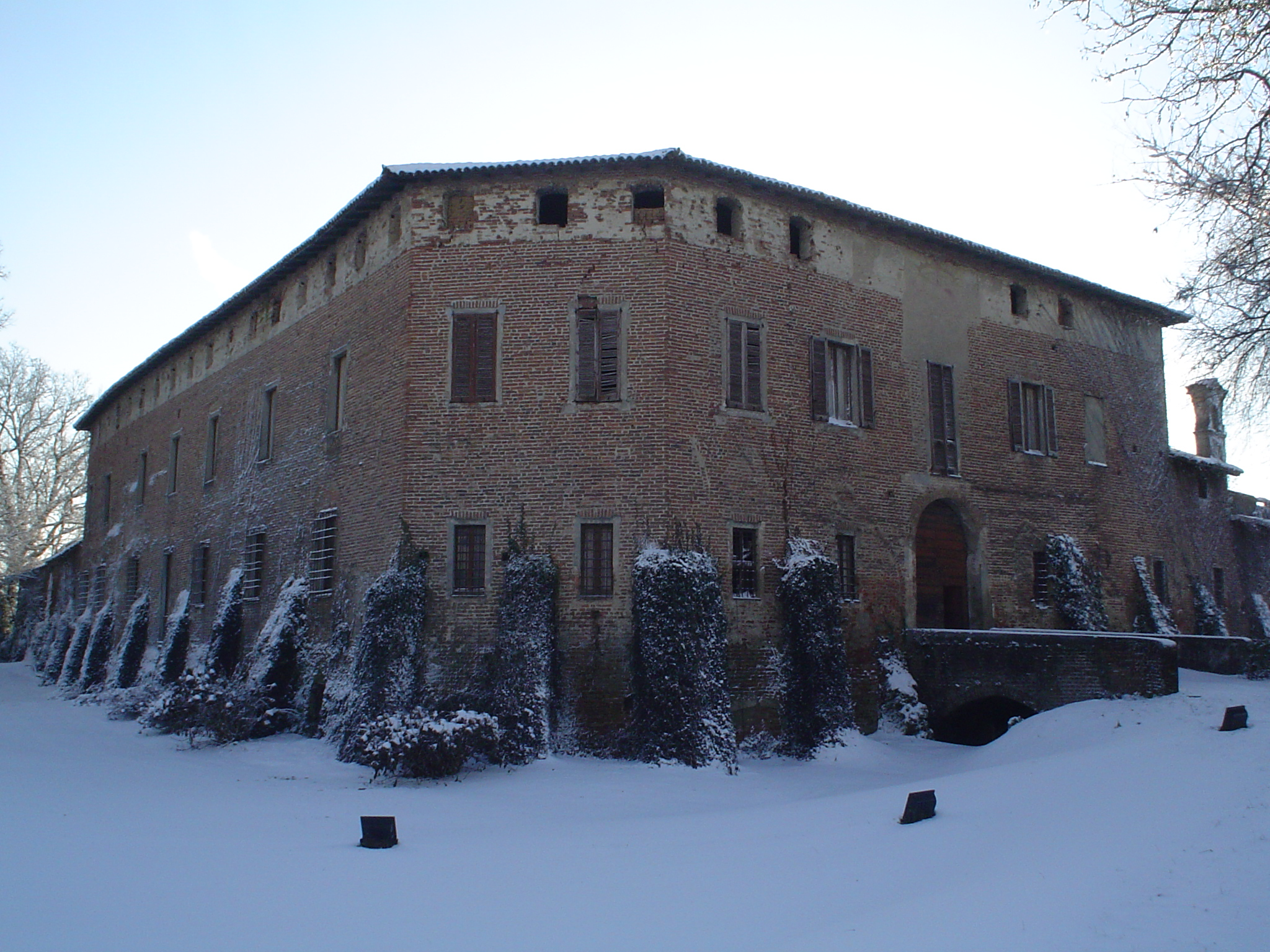
Kasteel